# 七號風球
七號風球是香港一個已停用的熱帶氣旋警告信號，於1973年被八號東北烈風或暴風信號取代。

## 歷史
香港天文台從1884年開始就為香港海港內的輪船懸掛颱風信號以作示警，其後並開始為原有的信號球加設數字來代表風力強度和風向。當時，香港天文台有兩套信號系統。一套是本地颱風警告信號（為位於香港警戒範圍以內的颱風），另外一套是非本地颱風警告信號（為位於香港警戒範圍以外的颱風）。

## 1905年
七號風球從1905年開始出現。根據當時的系統，七號風球代表香港西方有颱風出現。信號球形狀為球體（●）。信號分為紅色和黑色。紅色信號代表颱風距離香港超過300哩，黑色信號則代表颱風距離香港少於300哩。
根據當時的憲報，懸掛風球並不一定代表天文台預料香港會出現惡劣天氣。

## 1917年
根據1917年的信號系統，七號風球信號球形狀為十字，相等於現在的十號颶風信號信號形狀。夜間信號燈顏色最初為「紅紅紅」（由上至下），後改為「紅綠紅」（仍為由上至下），代表帶有颶風風力的風預料會從任何方向吹襲香港，是當時最高的颱風信號，亦等於現在的十號颶風信號。
懸掛七號風球時，天文台當局會在水警總部和港務處總部鳴放三次風炮，每次隔10秒。

## 1931年
1931年香港熱帶氣旋警告信號系統改制，七號風球信號球形狀改為圓柱（▉），夜間信號燈顏色則改為「綠綠白」（由上至下），定義改為代表烈風預料從東北方吹襲香港。而原有代表颶風來襲的功能則由十號信號取代，十字形標誌亦由該信號繼承，並維持至今。

## 1935年
1935年七號風球信號球形狀再次改為現在香港市民熟悉的兩個朝上錐體。

## 被八號風球取代
天文台為改變香港市民對五至八號風球(數字大小)與風力強弱的誤解，所以於1973年把五至八號風球合併成現在的八號烈風或暴風信號。根據記錄，天文台是在1972年最後一次懸掛七號風球。